# Brian Rodríguez
Paul Brian Rodríguez Bravo (* 20. Mai 2000 in Tranqueras) ist ein uruguayischer Fußballspieler, der aktuell bei Club América unter Vertrag steht. Der Flügelspieler ist seit September 2019 uruguayischer Nationalspieler.

## Karriere

### Verein
Brian Rodríguez stammt aus der Jugendakademie des uruguayischen Spitzenvereins CA Peñarol, wo er zur Saison 2018 in die erste Mannschaft befördert wurde. Am 28. März 2018 debütierte er beim 1:1-Unentschieden gegen den Danubio FC in der höchsten uruguayischen Spielklasse. Am 24. Mai traf er beim 3:0-Heimsieg gegen Boston River erstmals im Trikot der Manyas. In der folgenden Spielzeit 2019 drang er in die Startformation Peñarols vor.
Am 7. August 2019 wechselte Rodríguez für eine Ablösesumme in Höhe von 10,3 Millionen Euro zur US-amerikanischen MLS-Franchise Los Angeles FC. Dort debütierte er am 26. August beim 3:3-Unentschieden gegen den Lokalrivalen LA Galaxy. Im Spieljahr 2019 bestritt er neun Ligaspiele für seinen neuen Verein.
Am 14. Juli 2020 erzielte er beim 3:3-Unentschieden gegen Houston Dynamo im MLS-is-Back-Turnier sein erstes Tor im Trikot des LAFC. In dieser Spielzeit 2020 war er unumstrittener Stammspieler und absolvierte 21 Ligaspiele, in denen ihm drei Tore und sechs Vorlagen gelangen.
Am 1. Februar 2021 wechselte Rodríguez aus Leihbasis zum spanischen Verein UD Almería. Der Zweitligist sicherte sich eine Kaufoption für den Flügelstürmer. Sein Debüt gab er am 17. Februar 2021 (21. Spieltag) bei der 1:2-Auswärtsniederlage gegen den CD Leganés, als er in der Schlussphase für José Corpas eingewechselt wurde.

### Nationalmannschaft
Zwischen Oktober 2016 und März 2017 bestritt Brian Rodríguez zwei Länderspiele für die uruguayische U17-Nationalmannschaft.
Mit der U20 nahm er an der U20-Weltmeisterschaft 2019 in Polen teil, bei der in allen vier Spielen der Nationalmannschaft zum Einsatz kam und zwei Tore erzielte und einen Treffer vorbereitete.
Am 7. September 2019 debütierte Rodríguez in der A-Auswahl, als er beim 2:1-Sieg im Freundschaftsspiel gegen Costa Rica von Beginn an auf dem Platz stand. Bereits in seinem zweiten Länderspieleinsatz vier Tage später gegen die USA traf er erstmals für die Celeste.

## Erfolge
- Platz 3 bei der Copa América: 2024[14]